# Lau-Balagnas
Lau-Balagnas (gaskognisch Laurs e Balanhans) ist eine französische Gemeinde mit 508 Einwohnern (Stand 1. Januar 2022) im Département Hautes-Pyrénées in der Region Okzitanien; sie gehört zum Arrondissement Argelès-Gazost und zum Kanton La Vallée des Gaves.

## Lage
Lau-Balagnas liegt in den Pyrenäen, rund 30 Kilometer (Luftlinie) südwestlich von Tarbes. Der Ort liegt westlich des Flusses Gave de Gavarnie im Umfeld des Nationalparks Pyrenäen.
Die Gemeinde besteht mehreren Siedlungen, Weilern (hameaux) und Einzelgehöften. 

## Geschichte
Erste namentliche Erwähnungen erfuhren die Orte im Jahr 1035 als Lau und als Balaias im Kopialbuch von Saint-Savin. Im frühen Mittelalter wechselte die Herrschaft häufig (Westgoten, Basken, Franken, Sarazenen). Danach war der Ort jahrhundertelang unter der Herrschaft des Königreichs Aquitanien respektive des Herzogtums Gascogne. Von 900 bis 1609 gab es eine Grafschaft Bigorre innerhalb der vorgenannten Gebiete. Im Hundertjährigen Krieg war Lau-Balagnas manchmal unter englischer, manchmal unter französischer Herrschaft. Von 1425 bis 1609 gehörte der Ort als Teil der Grafschaft Bigorre zur nur lose mit Frankreich verbundenen Grafschaft Foix. Weil der letzte Herrscher dieser Grafschaft, König Heinrich II. aus dem Hause Bourbon, 1589 den Thron von Frankreich (als Heinrich IV.) bestieg, waren die Orte der Region 1609 bis 1789 Krondomäne. Die Gemeinde gehörte von 1793 bis 1801 zum District Argelès. Zudem war sie von 1793 bis 1801 Teil des Kantons Saint-Savin und von 1801 bis 2015 Teil des Kantons Argelès-Gazost (1793–1896 unter dem Namen Kanton Argelès). Mit Ausnahme der Jahre 1926 bis 1942 (Arrondissement Bagnères) war Lau-Balagnas seit 1801 Teil des Arrondissements Argelès-Gazost. Die Gemeinde ist Teil der historischen Landschaft Lavedan (auch Pays des Sept Vallées genannt). 1846 vereinigten sich Lau (284 Einwohner) und Balagnas (134 Einwohner) zur neuen Gemeinde Lau-Balagnas.

## Bevölkerungsentwicklung
| Jahr                       | 1962 | 1968 | 1975 | 1982 | 1990 | 1999 | 2006 | 2012 | 2020 |
| Einwohner                  | 443  | 524  | 607  | 565  | 519  | 483  | 489  | 503  | 522  |
| Quellen: Cassini und INSEE |      |      |      |      |      |      |      |      |      |

## Sehenswürdigkeiten

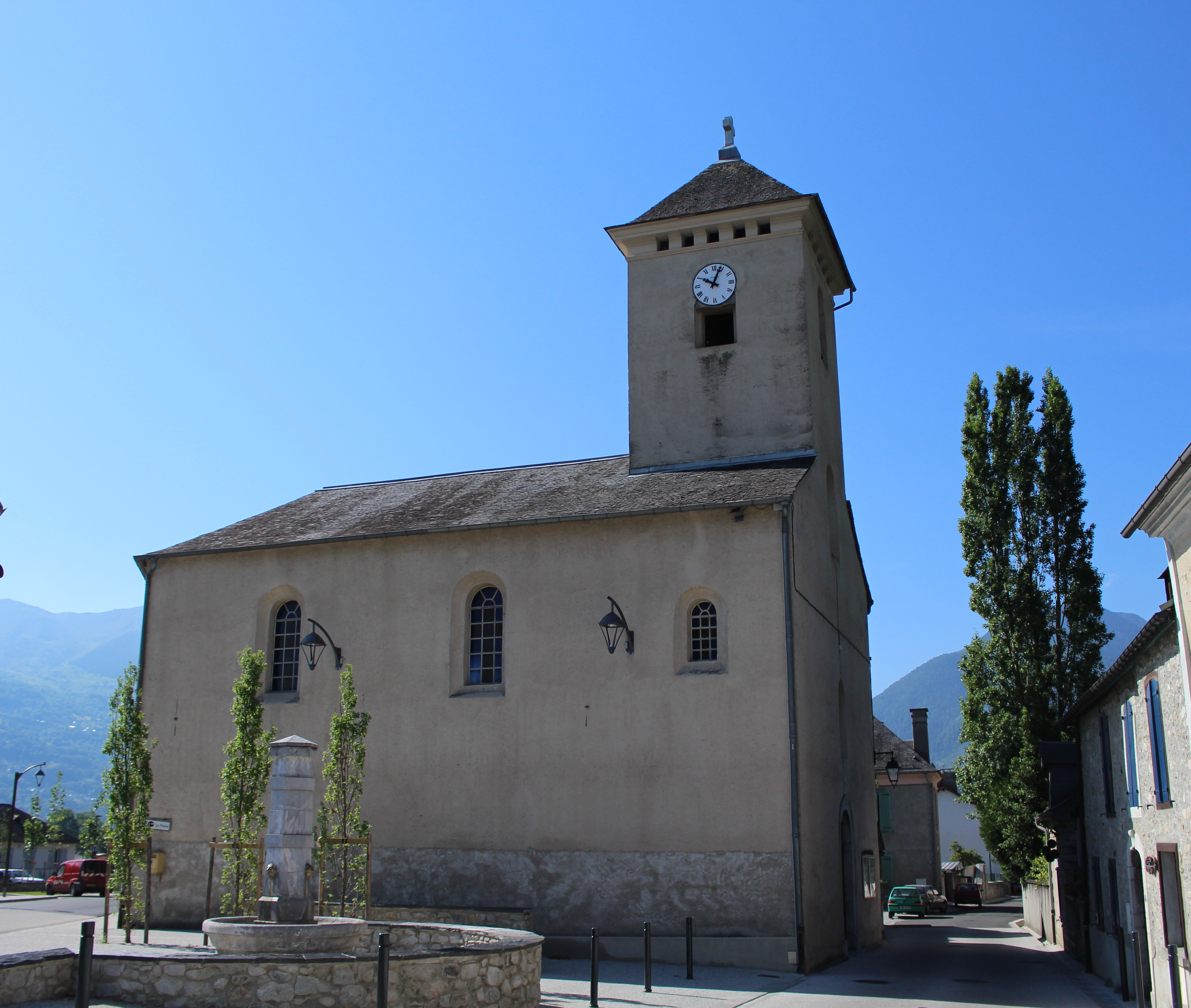
Kirche Saint-Laurent in Lau
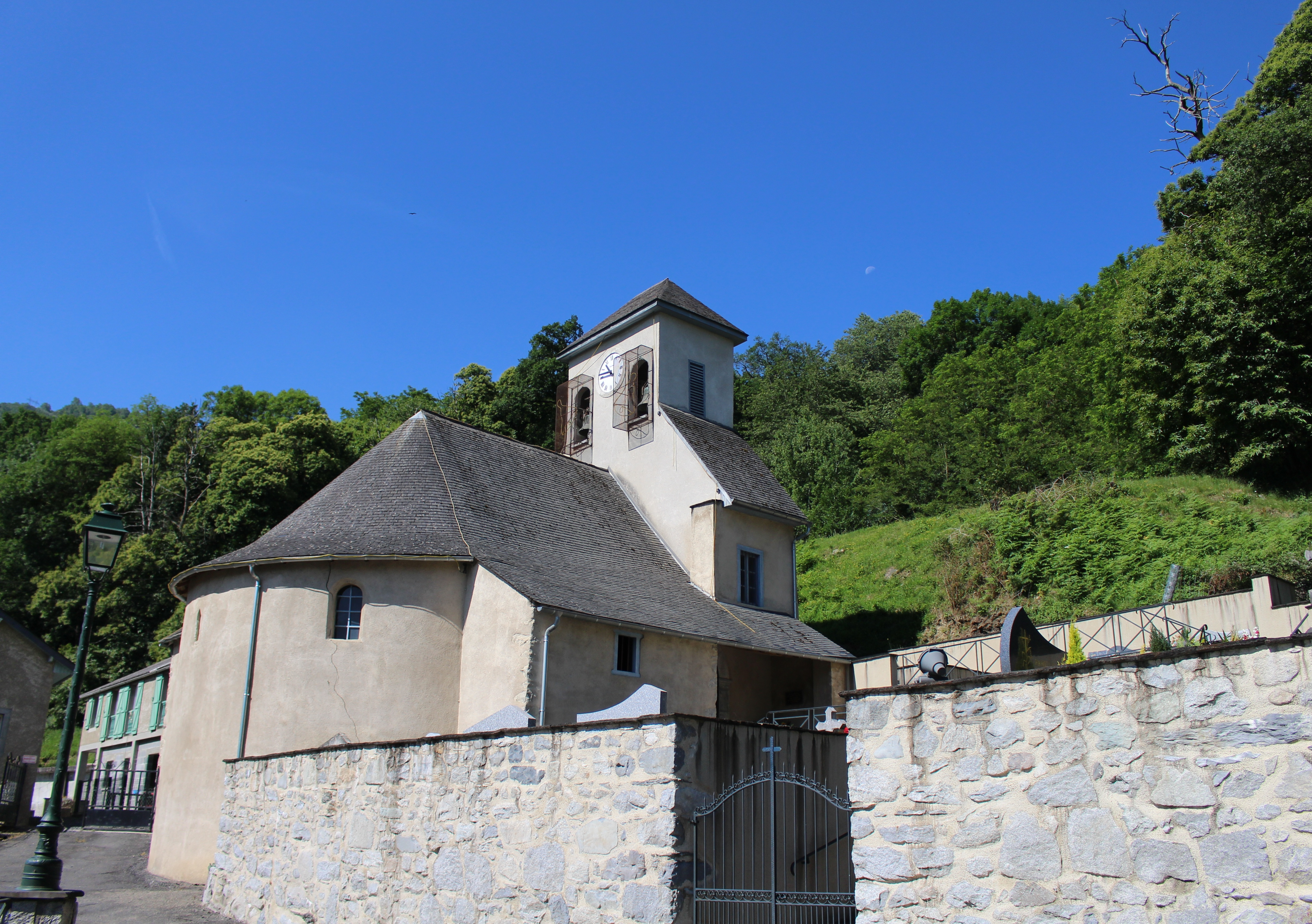
Kapelle Saint-Laurent in Balagnas
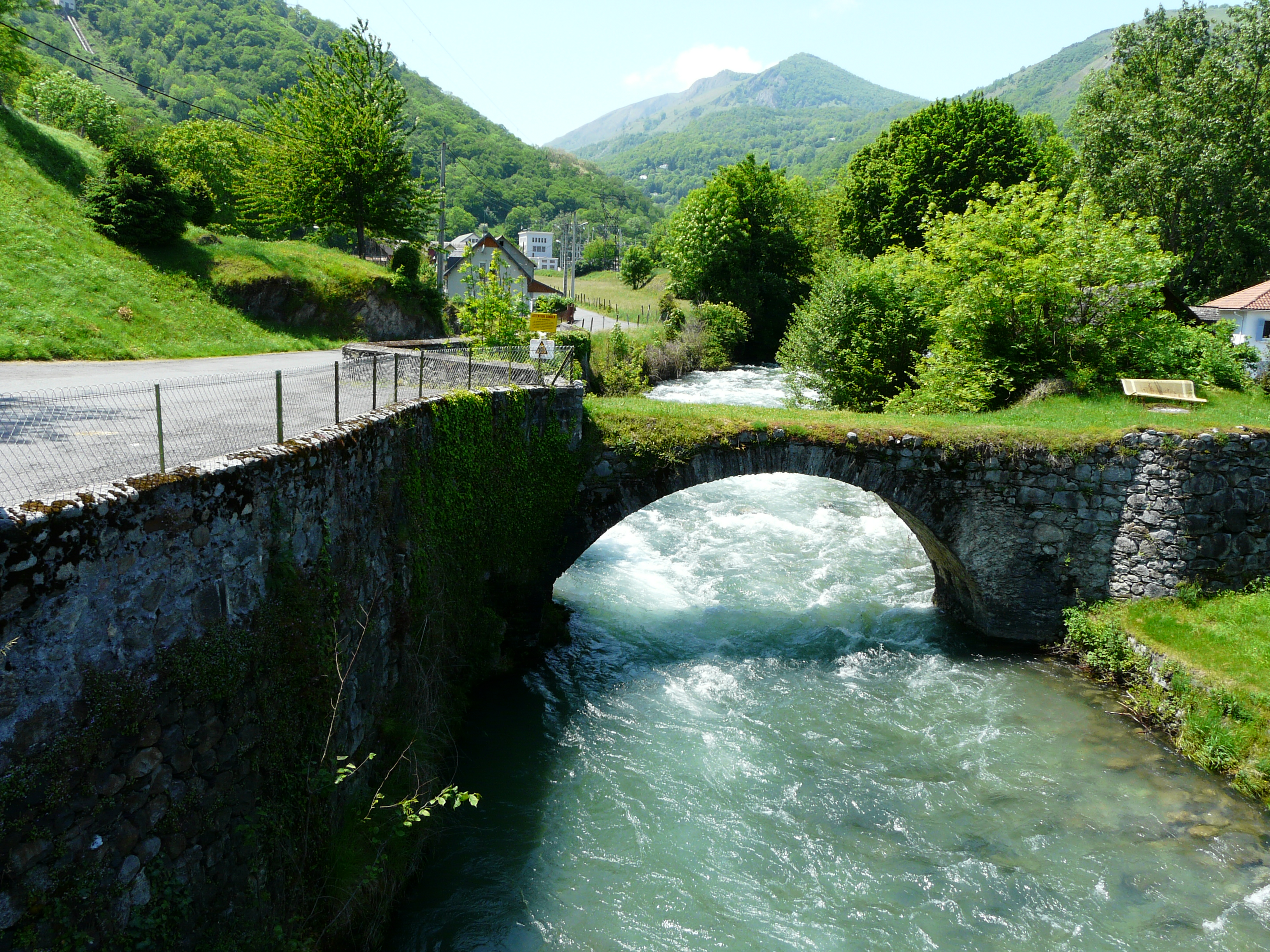
Der Fluss Gave d’Azun mit Brücke

- Kapelle Sainte-Castêre
- zwei Wegkreuze

- Kirche Saint-Laurent in Lau
- Kapelle Saint-Laurent in Balagnas
- Der Fluss Gave d’Azun mit Brücke

## Persönlichkeiten
- François Vignole (1912–1992), Skirennläufer